# GIVE ME FIVE!
「GIVE ME FIVE!」（ギヴ ミー ファイブ）は、日本の女性アイドルグループ・AKB48の楽曲。楽曲は秋元康により作詞、笹渕大介により作曲されている。2012年2月15日にAKB48のメジャー25作目のシングルとしてキングレコードから発売された。楽曲のセンターポジションは前田敦子が務めた。

## 背景とリリース
前作『上からマリコ』から約2か月ぶりのリリースで、2012年最初のシングル。
「GIVE ME FIVE!」は、AKB48のシングル曲としては5番目となる「桜ソング」である。AKB48は2006年2月に『桜の花びらたち』でインディーズデビューした後、2008年2月に『桜の花びらたち2008』（同曲のセルフカバー）、2009年3月に『10年桜』、2010年2月に『桜の栞』、2011年2月に『桜の木になろう』を発売しており、毎年同じ時期に「桜ソング」をシングル曲として発売するのが恒例となっている。ただし、本シングル表題曲はこれまでの「桜ソング」と異なり、タイトルに「桜」の文字が含まれていない。本シングルの発売日、および表題曲が「桜ソング」となる旨は2011年12月12日に各種音楽サイトで報じられたが、この当時タイトルは未定であった。タイトルは2012年1月2日、キングレコードの公式サイトで発表された。「GIVE ME FIVE!」とは、英語で「ハイタッチ」を意味する成句である。
初選抜はゼロで、前々作のシングル『風は吹いている』と同一の選抜メンバーとなった。
また、本作の発売日がドリーム モーニング娘。のシングル『シャイニング バタフライ』と偶然同じ日付になった。
楽曲のシングル盤は「Type-A」の「数量限定生産盤」、「Type-A」の「通常盤」、「Type-B」の「数量限定生産盤」、「Type-B」の「通常盤」、「劇場盤」の、全5種類がリリースされた。特典として、「Type-A」の「数量限定生産盤」と「Type-B」の「数量限定生産盤」には、「全国握手会イベント」参加券1種（全2種）がランダムで封入されており、「Type-A」の「通常盤」と「Type-B」の「通常盤」には、生写真1種（全18種）がランダムで封入されている。「劇場盤」には、「劇場盤発売記念大握手会」参加券および、各メンバー個別生写真1枚が封入されている。
キャッチコピーは「一生分、泣いたら、ハイタッチしよう!」。
従来の「選抜メンバー」、「アンダーガールズ」の構図とは異なり、今作では基本的に「選抜メンバー」のみ。別枠で、参加メンバーは「セレクション6」、「スペシャルガールズA」、「スペシャルガールズB」、「スペシャルガールズC」のいずれかに割り振られている（ただし、山本彩を除く）。
楽曲は以下のメディアで使用された。
- アパマンショップ『アパマン48キャンペーン』CMソング
- NTTdocomo『応援学割「6年前の私〈応援・ライブ〉」篇』CMソング
- はるやま商事『フレッシャーズキャンペーン「2012フレッシャーズ編」』CMソング

## アートワーク
| Type-A（初回限定盤） | 柏木由紀、指原莉乃、篠田麻里子、前田敦子、渡辺麻友                         |
| Type-B（初回限定盤） | 板野友美、大島優子、小嶋陽菜、高橋みなみ、松井玲奈                         |
| Type-A（通常盤）     | 柏木由紀、指原莉乃、篠田麻里子、前田敦子、渡辺麻友                         |
| Type-B（通常盤）     | 板野友美、大島優子、小嶋陽菜、高橋みなみ、松井玲奈                         |
| 劇場盤               | 大島優子、柏木由紀、高橋みなみ、前田敦子、松井珠理奈、峯岸みなみ、横山由依 |

## チャート成績
発売前日（集計初日）の2012年2月14日付オリコンデイリーシングルチャートで推定売上枚数約96万7000枚を記録し、初登場1位を記録した。集計初日におけるデイリーチャートの推定売上枚数としては、『風は吹いている』（2011年10月25日付、約104万6000枚）、『フライングゲット』（2011年8月23日付、約102.6万枚）に続く歴代3位の記録となった。翌2月15日付同チャートでは約12万1000枚を記録し、集計2日目で推定売上枚数の合計が100万枚を超えた。
2012年2月27日付オリコン週間シングルチャートで初登場1位を獲得した。シングルの1位獲得は通算12作目となり、女性グループによる通算1位獲得数の記録を2年9か月ぶりに更新した。最終的な初動売上は約128万7000枚に達し、発売当時オリコン週間シングルチャート史上4位となったほか、5作連続で初動のみでのミリオンセラーを達成した。累積売上を含めたAKB48のミリオンセラー達成は6作連続・通算7作目となり、GLAYを抜いて歴代単独3位となった。また、女性アーティストによるミリオンセラーの連続達成数記録を33年半ぶりに更新した。

## ミュージック・ビデオ
「GIVE ME FIVE!」のMVは、『北の国から』シリーズや映画『最後の忠臣蔵』などを手掛けた杉田成道が監督を担当した。定時制高校を舞台にした青春ドラマが丁寧に描かれており、楽曲の演奏時間を大幅に上回る34分の長編になっている。なお、今作にはメイキング映像が収録されているが、メイキング映像がDVDに収録されるのは「涙サプライズ!」以来となる。

## ライブ・パフォーマンス
「GIVE ME FIVE!」の初披露は、2012年1月22日に開催されたライブイベント『リクエストアワー セットリストベスト100 2012』（開催4日目・最終日にあたる）のアンコールにて、同曲の選抜メンバー18人が音楽バンド「Baby Blossom」（後述）として自ら演奏する形でなされた。このライブイベントでは連日「アンコールサプライズ」として何らかの企画が実施されており、バンド形式での楽曲披露もそのひとつであった。メンバーがバンドの結成について知らされたのは2011年8月28日であり、楽曲披露に向けて約5か月間にわたる「極秘練習」が行われた。なお、AKB48のシングル曲がバンド形式で演奏されるのは本楽曲が初めてである。楽曲の披露とともに公開されたシングルのジャケット写真には、メンバーがそれぞれ担当する楽器とともに写っている。
2012年12月5日に放送された『2012 FNS歌謡祭』では、楽器演奏をしない「ダンスヴァージョン」を披露した。

## シングル収録トラック

### Type-A
「数量限定生産盤」と「通常盤」の2種類が存在するが、収録トラックは同一である。
| #         | タイトル                              | 作詞      | 作曲      | 編曲           | 時間  |
| --------- | ------------------------------------- | --------- | --------- | -------------- | ----- |
| 1.        | 「GIVE ME FIVE!」                     | 秋元康    | 笹渕大介  | 野中“まさ”雄一 | 5:02  |
| 2.        | 「スイート&ビター」(セレクション6)    | 秋元康    | 柴田尚    | 武藤星児       | 4:16  |
| 3.        | 「NEW SHIP」(スペシャルガールズA)     | 秋元康    | 平隆介    | 野中“まさ”雄一 | 4:49  |
| 4.        | 「GIVE ME FIVE!（off vocal ver.）」   |           | 笹渕大介  | 野中“まさ”雄一 | 5:02  |
| 5.        | 「スイート&ビター（off vocal ver.）」 |           | 柴田尚    | 武藤星児       | 4:16  |
| 6.        | 「NEW SHIP（off vocal ver.）」        |           | 平隆介    | 野中“まさ”雄一 | 4:48  |
| 合計時間: | 合計時間:                             | 合計時間: | 合計時間: | 合計時間:      | 28:13 |

| #  | タイトル                      | 作詞 | 作曲・編曲 | 監督     |
| -- | ----------------------------- | ---- | ---------- | -------- |
| 1. | 「GIVE ME FIVE!」             |      |            | 杉田成道 |
| 2. | 「スイート&ビター」           |      |            | 中野裕之 |
| 3. | 「NEW SHIP」                  |      |            | 福居英晃 |
| 4. | 「GIVE ME FIVE! MAKING 前編」 |      |            |          |
| 5. | 「美しいMIX講座」             |      |            |          |

### Type-B
「数量限定生産盤」と「通常盤」の2種類が存在するが、収録トラックは同一である。
| #         | タイトル                              | 作詞      | 作曲      | 編曲           | 時間  |
| --------- | ------------------------------------- | --------- | --------- | -------------- | ----- |
| 1.        | 「GIVE ME FIVE!」                     | 秋元康    | 笹渕大介  | 野中“まさ”雄一 | 5:02  |
| 2.        | 「スイート&ビター」(セレクション6)    | 秋元康    | 柴田尚    | 武藤星児       | 4:16  |
| 3.        | 「羊飼いの旅」(スペシャルガールズB)   | 秋元康    | YUMA      | YUMA           | 5:18  |
| 4.        | 「GIVE ME FIVE!（off vocal ver.）」   |           | 笹渕大介  | 野中“まさ”雄一 | 5:02  |
| 5.        | 「スイート&ビター（off vocal ver.）」 |           | 柴田尚    | 武藤星児       | 4:16  |
| 6.        | 「羊飼いの旅（off vocal ver.）」      |           | YUMA      | YUMA           | 5:17  |
| 合計時間: | 合計時間:                             | 合計時間: | 合計時間: | 合計時間:      | 29:11 |

| #  | タイトル                          | 作詞 | 作曲・編曲 | 監督     |
| -- | --------------------------------- | ---- | ---------- | -------- |
| 1. | 「GIVE ME FIVE!」                 |      |            | 杉田成道 |
| 2. | 「スイート&ビター」               |      |            | 中野裕之 |
| 3. | 「羊飼いの旅」                    |      |            | 中村太洸 |
| 4. | 「GIVE ME FIVE! MAKING 後編」     |      |            |          |
| 5. | 「美しいoverture&アンコール講座」 |      |            |          |

### 劇場盤
| #         | タイトル                                        | 作詞      | 作曲      | 編曲           | 時間  |
| --------- | ----------------------------------------------- | --------- | --------- | -------------- | ----- |
| 1.        | 「GIVE ME FIVE!」                               | 秋元康    | 笹渕大介  | 野中“まさ”雄一 | 5:02  |
| 2.        | 「スイート&ビター」(セレクション6)              | 秋元康    | 柴田尚    | 武藤星児       | 4:16  |
| 3.        | 「ユングやフロイトの場合」(スペシャルガールズC) | 秋元康    | 酒井康男  | 野中“まさ”雄一 | 4:30  |
| 4.        | 「GIVE ME FIVE!（off vocal ver.）」             |           | 笹渕大介  | 野中“まさ”雄一 | 5:02  |
| 5.        | 「スイート&ビター（off vocal ver.）」           |           | 柴田尚    | 武藤星児       | 4:16  |
| 6.        | 「ユングやフロイトの場合（off vocal ver.）」    |           | 酒井康男  | 野中“まさ”雄一 | 4:29  |
| 合計時間: | 合計時間:                                       | 合計時間: | 合計時間: | 合計時間:      | 27:35 |

## 選抜メンバー
- 板野友美
- 大島優子
- 河西智美
- 柏木由紀
- 北原里英
- 小嶋陽菜
- 指原莉乃
- 篠田麻里子
- 高城亜樹
- 高橋みなみ
- 前田敦子
- 松井珠理奈 [注釈 4]
- 松井玲奈 [注釈 4]
- 峯岸みなみ
- 宮澤佐江
- 山本彩 [注釈 5]
- 横山由依
- 渡辺麻友

## 収録アルバム
- 1830m
- 0と1の間

## Baby Blossom
「Baby Blossom」は、表題曲「GIVE ME FIVE!」をメンバー自ら演奏するために選抜メンバーにより結成されたバンドである。その後、「ヘビーローテーション」もレパートリーに加わり、2012年3月25日のコンサート『業務連絡。頼むぞ、片山部長! inさいたまスーパーアリーナ』の最終日において初披露した。
スケジュールなどの都合によりレギュラーメンバーが不在の場合は、メンバーの中でパートを入れ替えたり、選抜以外のメンバーから代役が入ることがある。たとえば、2012年2月9日放送分『なるほど!ハイスクール』では、大体同じで、2012年2月17日放送分『ミュージックステーション』では山本彩の代役として島崎遥香がコーラスを担当した。またフジテレビで2012年3月21日に放送された『とんねるずが生放送!音楽番組全部見せます!!-名曲で元気になろう-』では、ベースの大島優子やトロンボーンの指原莉乃、トランペットの横山由依が出演できず、他のメンバーでは演奏できない楽器だったため、ベースを後藤次利、サックスを武田真治が担当した。コーラスに、加藤いづみ、藤田真由美を追加した。
また、同番組のリハーサルでは、小田原豊がドラム演奏をした。

担当パート
- リードギター：高橋みなみ（使用楽器：Fender Japan Mustang MG73/CO Competition Fiesta Red）
- リズムギター・ボーカル：前田敦子（Gretsch Electromatic G5236T SSP PROJECT）
- ベース：大島優子（Fender Japan Jazz Bass JB62M 3-Tone Sunburst）
- ドラム：柏木由紀（SONOR ESSENTIAL FORCE STAGE 1 SET）
- キーボード：渡辺麻友（YAMAHA S90XS）
- シンセサイザー：小嶋陽菜（YAMAHA MOC6）
- スタンディングドラム：松井珠理奈
- タンバリン：篠田麻里子（JPC JC-10SM）
- シェイカー：板野友美（SONOR SN-MMBR）
- トランペット：横山由依、松井玲奈（YAMAHA YSL1455G）
- トロンボーン：指原莉乃、峯岸みなみ（YAMAHA YTR-2335S）
- コーラス：高城亜樹、宮澤佐江、河西智美、北原里英、山本彩

## SNH48によるカバー
AKB48の姉妹グループであるSNH48は、本楽曲を「青春的約定」のタイトルでカバーしている。このカバー曲は、グループの6作目のEPとして発売された。2015年1月15日発売された。
歌詞は学生の卒業という世界観は共通しているものの、原曲の歌詞と内容はかなり変わっている。楽曲のセンターポジションは趙嘉敏。楽曲のEP盤には、特典として生写真1枚（ランダムで1枚）、握手会参加券、チェキ会参加券、ジャンケン会参加券。

### EP収録トラック
| #   | タイトル                                      | 作詞              | 作曲     | 編曲               |
| --- | --------------------------------------------- | ----------------- | -------- | ------------------ |
| 1.  | 「青春的約定」                                | 秋元康/甘世佳     | 笹渕大介 | 野中“まさ”雄一     |
| 2.  | 「告白趁現在」                                | 秋元康/黄婷       | 板垣祐介 | 武藤星児           |
| 3.  | 「萬有引力」(原曲:「重力シンパシー」)         | 秋元康/上海星四芭 | 原田ナオ | 原田ナオ           |
| 4.  | 「因為喜歡你」(原曲:「君のことが好きだから」) | 秋元康/上海星四芭 | 織田哲郎 | 野中“まさ”雄一     |
| 5.  | 「夢之河」(原曲:「夢の河」)                   | 秋元康/上海星四芭 | 杉山勝彦 | 杉山勝彦、有木竜郎 |
| 6.  | 「青春的約定（伴奏）」                        |                   |          |                    |
| 7.  | 「告白趁現在（伴奏）」                        |                   |          |                    |
| 8.  | 「萬有引力（伴奏）」                          |                   |          |                    |
| 9.  | 「因為喜歡你（伴奏）」                        |                   |          |                    |
| 10. | 「夢之河（伴奏）」                            |                   |          |                    |

### 選抜メンバー
- 陳觀慧
- 龔詩淇
- 鞠婧禕
- 李宇琪
- 林思意
- 陸婷
- 莫寒
- 邱欣怡
- 萬麗娜
- 呉哲晗
- 許佳琪
- 易嘉愛
- 曽艶芬
- 張語格
- 趙嘉敏
- 趙粵